# Dit is in Beverenburgh
Dit is in Beverenburgh is een pand aan de Wijnstraat nummer 127 in de stad Dordrecht, in de Nederlandse provincie Zuid-Holland. Het pand is sinds 9 maart 1966 een rijksmonument. In 2006 heeft de Vereniging Hendrick de Keyser het pand, met behulp van de Bankgiroloterij gekocht.

## Geschiedenis
In 1556 is het pand gebouwd als woning van de burgemeestersfamilie Van Beveren. In 1650 werd door burgemeester Abraham van Beveren opdracht gegeven om het naastgelegen pand De Onbeschaamde te bouwen. Na de bouw van het pand Wijnstraat 123-125 werd Dit is in Beverenburgh gebruikt als dienstwoning.

## Exterieur
De natuurstenen voorgevel van het pand is in de stijl van de vroegrenaissance. De gevel is zeer waarschijnlijk niet of nauwelijks aangepast. Wel is het opzetstuk in de topgevel in 1910 gerestaureerd. De bekroning van de gevel is voorzien van een jaartal en de muurankers van het souterrain vormen het jaartal 1556.
Op de bel-etage zijn drie kruiskozijnen aangebracht, op de eerste verdieping zijn er twee kruiskozijnen aangebracht.
In het midden van de gevel ter hoogte van het souterrain is een gevelsteen aangebracht. Op de gevel is het wapen van de familie Van Beveren aangebracht, daaronder de naam van het pand.

## Interieur
De kelder van het gebouw diende vroeger als souterrain. De moerbalken zijn voorzien van consoles. Ook tonen de moerbalken elementen uit de late gotiek en de vroege renaissance.